# Sertularella fusiformis
Sertularella fusiformis is een hydroïdpoliep uit de familie Sertulariidae. De poliep komt uit het geslacht Sertularella. Sertularella fusiformis werd in 1861 voor het eerst wetenschappelijk beschreven door Hincks. 